# Pheidole dammermani
Pheidole dammermani är en myrart som beskrevs av Wheeler 1924. Pheidole dammermani ingår i släktet Pheidole och familjen myror. Inga underarter finns listade i Catalogue of Life.